# Rovienková kotlina
Rovienková kotlina nebo nesprávně Rovienková dolina ( polsky Pusta Kotlina  tvoří severozápadní uzávěr Velké Studené doliny pod úsekem hlavního hřebene Vysokých Tater mezi vedlejším ramenem Svišťového štítu od západu a vedlejším jižním hřebínkem Javorového štítu od východu. V kotlině leží Pusté plesa a Ľadové pleso. Na mnoha turistických mapách je zaměňována s dolinou Rovienky.

## Název
Kotlinu tímto jménem nazval Arno Puškáš.  Název vyvodil z polohy pod Rovienkovou veží, ale v geografickém okruhu Velké Studené doliny název, podle Ivana Bohuša,  působí dezorientujícně: "protože hlavní skupina dalších odvozených názvů se váže zásadně k polohám na sever od linie hlavního hřebene Vysokých Tater. Správnější jsou mladší polské názvy Pusta Kotlina pro jihozápadní a Graniasta kotlina pro severovýchodní část Rovienkovej kotliny ".